# Kunin-Zamek
Kunin-Zamek – wieś w Polsce, położona w województwie mazowieckim, w powiecie ostrowskim, w gminie Boguty-Pianki.
Wierni kościoła rzymskokatolickiego należą do parafii św. Jana Apostoła w Nurze.

## Historia
W latach 1921–1931 wieś leżała w województwie białostockim, w powiecie ostrołęckim, w gminie Boguty.
Według Powszechnego Spisu Ludności z 1921 roku wieś zamieszkiwały 92 osoby, 91 było wyznania rzymskokatolickiego, a 1 mojżeszowego. Jednocześnie wszyscy mieszkańcy zadeklarowali polską przynależność narodową. Było tu 14 budynków mieszkalnych. Miejscowość należała do parafii rzymskokatolickiej w m. Nur. Podlegała pod Sąd Grodzki w Czyżewie i Okręgowy w Łomży; właściwy urząd pocztowy mieścił się w Bogutach.
W wyniku napaści ZSRR na Polskę we wrześniu 1939 miejscowość znalazła się pod okupacją sowiecką. Od czerwca 1941 roku pod okupacją niemiecką. Od 22 lipca 1941 do 1945 włączona w skład Landkreis Lomscha, Bezirk Bialystok III Rzeszy.
W latach 1975–1998 miejscowość administracyjnie należała do województwa łomżyńskiego.